# Orvar Bergmark
Orvar Bergmark   (Bureå parish, 16 de novembre de 1930 - Örebro, 10 de maig de 2004) fou un futbolista suec de la dècada de 1950.
Fou 94 cops internacional amb la selecció sueca amb la qual participà en la Copa del Món de Futbol de 1958.
Pel que fa a clubs, defensà els colors de Örebro SK, AIK Fotboll i AS Roma.